# Milan Gutović
Milan Lane Gutović (Umka, Beograd; 11. kolovoza 1946. – Beograd, 25. kolovoza 2021.) bio je srbijanski glumac, najpoznatiji po ulozi direktora Srećka Šojića u seriji filmskih komedija Tijesna koža.

## Životopis
Završio je Akademiju za kazalište, film, radio i televiziju u Beogradu i 1967. godine došao u Jugoslovensko dramsko pozorište kao mlad glumac u grupi, koju su tada popularno nazvali "Bojanove bebe", jer ih je doveo Bojan Stupica.
Sljedećih dvadesetak godina igrao je u predstavama "Protekcija", "Kad su cvjetale tikve", "Buba u uhu", "Za kim zvono zvoni", "Pučina", "Kolubarska bitka", "Valjevska bolnica", "Narodni poslanik" itd. Neke od tih uloga donijele su mu Sterijinu nagradu, "Ćurana" na "Danima komedije" u Jagodini, nagradu "Zoran Radmilović" i nekoliko godišnjih nagrada JDP. Glumio je u nekolicini filmskih komedija među kojima su i četiri dijela "Tijesne kože" (1982., 1987., 1988., 1991.), gdje je s Nikolom Simićem igrao jednu od glavnih uloga i koja je doživjela enormnu gledanost.
Godine 1989. u Puli dodijeljena mu je "Zlatna arena" za ulogu u filmu "Poltron".
Posljednjih desetljeća glumio je u svom "Kabareu" s kojim je gostovao diljem svijeta. Nastupao je na Televiziji Pink, TV Fox i RTS, gdje je bio TV voditelj i autor kratkih humoristično-satiričnih priloga.

## Vanjske poveznice

### Sestrinski projekti
|  | Zajednički poslužitelj ima još gradiva o temi Milan Gutović |

### Mrežna mjesta
- Milan 'Lane' Gutović u internetskoj bazi filmova IMDb-u (engl.)